# Ludwig Hollburg
Ludwig Hollburg (* 19. Februar 1954 in Magdeburg) ist ein deutscher Schauspieler.

## Leben
Hollburg schloss 1982 die Ausbildung zum Schauspieler an der Hochschule für Schauspielkunst „Ernst Busch“ Berlin ab.
Bekannt wurde er unter anderem durch die Serien Liebling Kreuzberg und Unter uns sowie durch zahlreiche kleinere Rollen in verschiedenen Serien. Von 1998 bis Ende 2007 spielte er in der Kinderserie Schloss Einstein den Lehrer Dr. Lutz Wolfert.
2010 hat Ludwig Hollburg mit Lars Mikolai den Dokumentarfilm Lusitano produziert, der die Lusitanos, eine der ältesten Pferderassen der Welt, aus dem Ribatejo in Portugal porträtiert.
2013/2014 spielte er am Gerhart-Hauptmann-Theater Görlitz-Zittau, unter anderem den König Ignaz in Yvonne, Prinzessin von Burgund und den Rauch in Kasimir und Karoline.
2016 spielte er in einem Werbespot für Simply Green als Butler mit.

## Filmografie
- 1989: Liebling Kreuzberg
- 1990: Dr. M
- 1991: Reise ohne Wiederkehr
- 1992: Wie gut, dass es Maria gibt
- 1992: Peter Strohm
- 1993: Durchreise – Die Geschichte einer Firma (Sechsteiliger Fernsehfilm)
- 1994: Die Lammkeule
- 1994–1995: Unter uns
- 1996: Ein Mord für Quandt
- 1998: Dunckel
- 1998–2007: Schloss Einstein
- 2004: Einmal Bulle, immer Bulle (Fernsehserie, Folge Gier)
- 2007: Wege zum Glück
- 2008: Sturm der Liebe
- 2009: Geschichte Mitteldeutschlands: August Horch – Ein Leben auf vier Rädern
- 2009: Eine wie keine
- 2018: Beck is back! (Fernsehserie, Folge Großes Tennis)